# Doopsel van Jezus
Het Doopsel van Jezus of de Doop van de Heer is het feest dat in de Katholieke Kerk en de Anglicaanse Kerk de afsluiting van de kersttijd aangeeft.  
Het feest gedenkt de doop van Jezus in de Jordaan door Johannes de Doper. De evangelisten beschrijven hoe God bij deze doop openbaarde dat Jezus Zijn geliefde Zoon was.
De doop van Jezus wordt gevierd op de zondag na Driekoningen. Echter, als Driekoningen wordt gevierd op 7 of 8 januari wordt de doop van Jezus gevierd op de daaropvolgende maandag. In de katholieke kalender van vóór het Tweede Vaticaans Concilie wordt de doop van Jezus gevierd op 13 januari, zeven dagen na Driekoningen.
In de Katholieke Kerk is de eerste dag na de Doop van de Heer de eerste dag van de Tijd door het jaar. Die dag wordt ook wel verloren maandag genoemd omdat traditioneel de kerstversiering wordt verwijderd. In de Anglicaanse Kerk valt de eerste normale dag van het jaar in februari direct na Maria-Lichtmis.
In de Oosters-orthodoxe Kerk wordt het doopsel van Jezus gevierd onder de term Epifanie of beter Theofanie.